# Pascal Kohlvelter
Pascal Kohlvelter es un ex ciclista profesional luxemburgués, nacido en Ettelbruck, el 24 de julio de 1965. Solamente fue profesional dos campañas, la 1989 y la 1990, ambas en el equipo Puertas Mavisa.
Fue un ciclista muy discreto y solamente obtuvo una victoria profesional: el Campeonato de Luxemburgo de ciclismo en ruta de 1990.

## Palmarés
1990
- Campeón de Luxemburgo de ciclismo en ruta

## Equipos
- Puertas Mavisa (1989-1990)